# Colección Farnesio

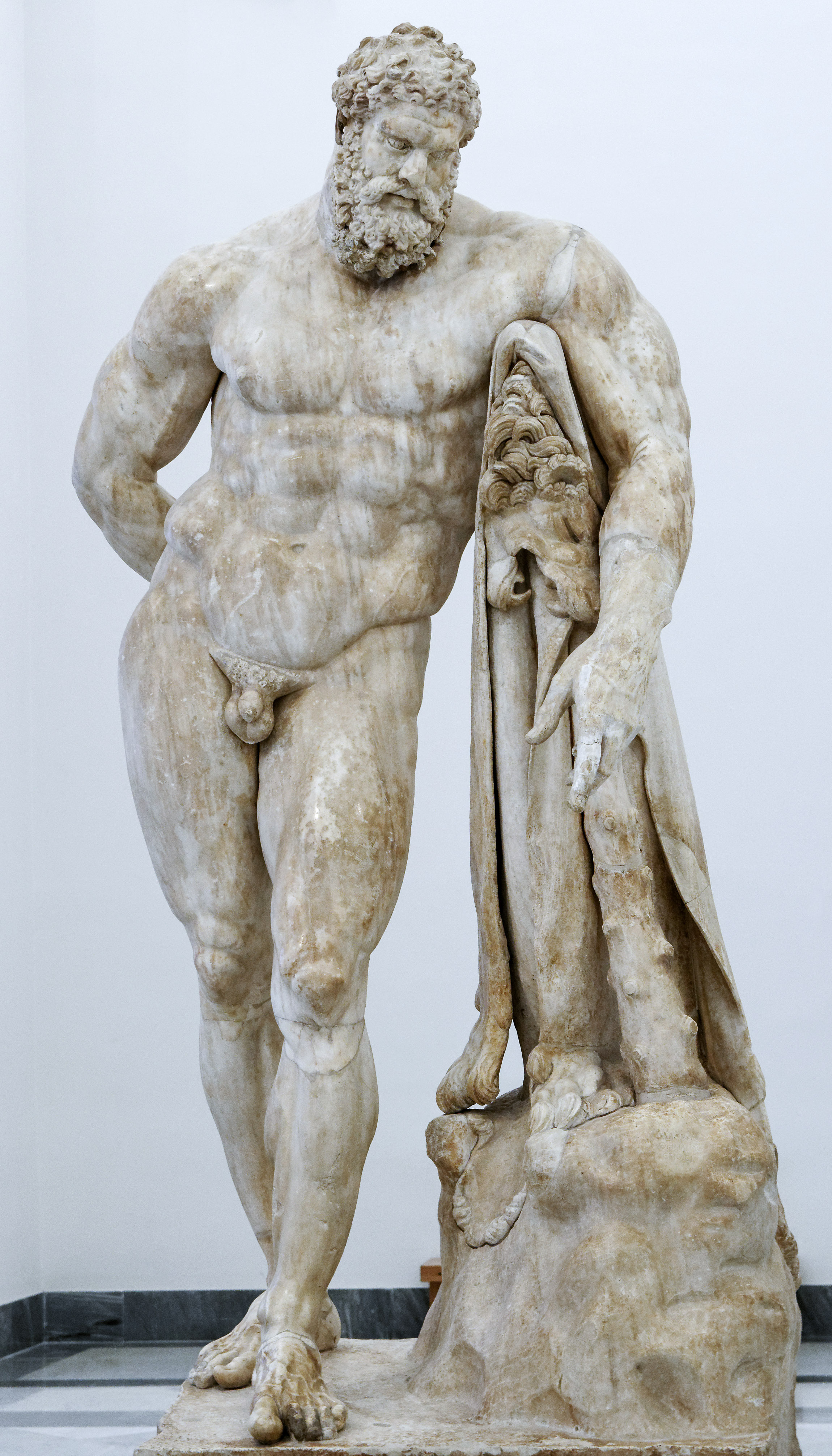
El Hércules Farnesio, una copia Romana del original de Lisipo (Nápoles Museo Arqueológico Nacional)

La Colección Farnesio de estatuas se desarrolla en 1564 gracias a las esculturas romanas encontradas en las Termas de Caracalla. Las esculturas, uno de los aspectos de la gran colección de arte de la familia Farnesio, son una de las primeras colecciones de objetos artísticos de la Antigüedad grecorromana. La colección incluye algunas de las obras clásicas más influyentes, incluidas las esculturas que formaban parte de los mármoles Farnesio, su colección de estatuas. Las esculturas se muestran actualmente en el Museo Arqueológico Nacional de Nápoles y en el Museo Británico de Londres.

## Historia

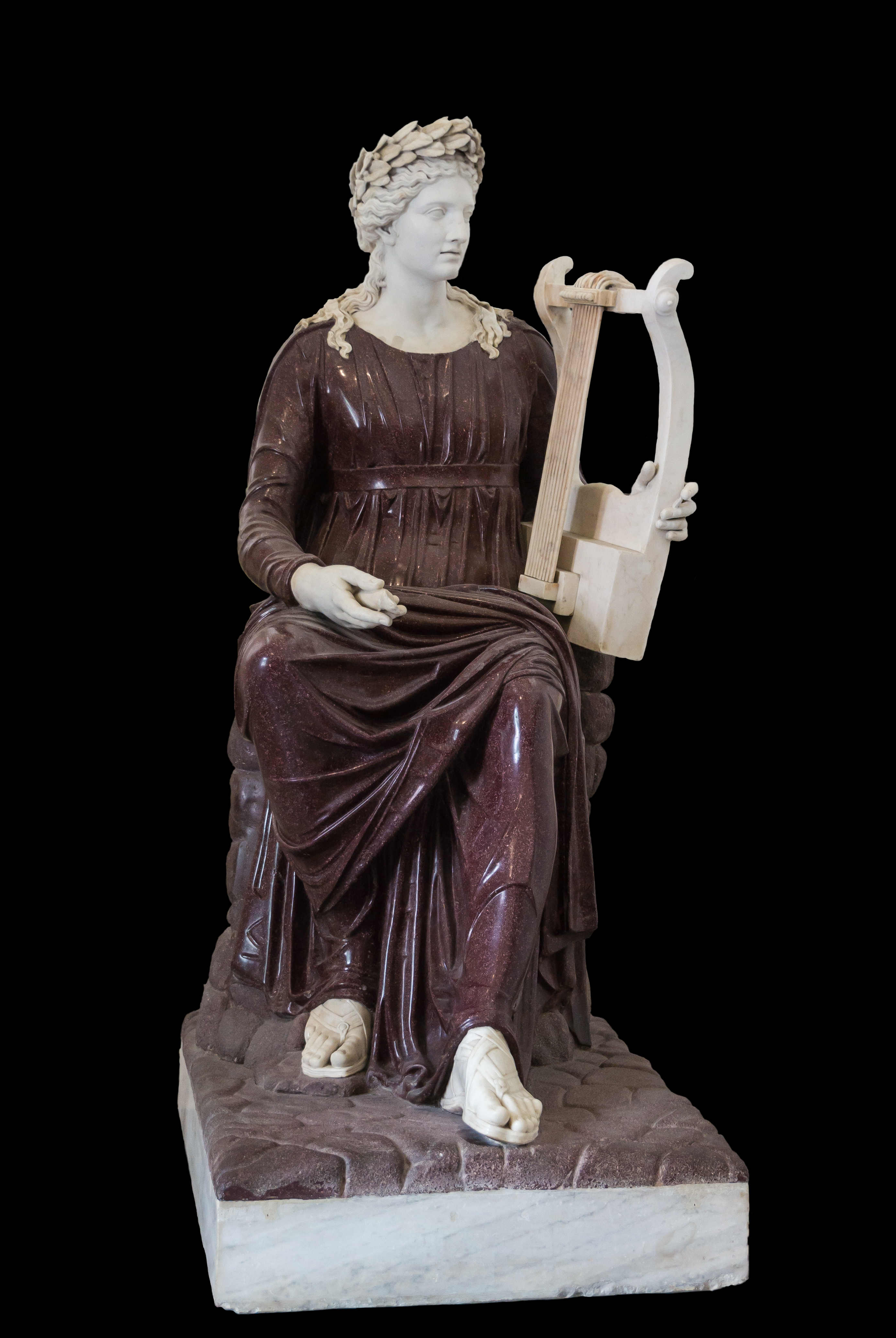
Apolo sentado con lira. Pórfido y mármol, siglo II dC. Colección Farnesio (Nápoles Museo Arqueológico Nacional)

Los primeros elementos de la colección fueron adquiridos o requisados por el cardenal Alejandro Farnesio, que se convirtió en el papa Pablo III (1543-1549). Las obras de arte clásicas se descubrieron rutinariamente en tierras romanas, y durante el Renacimiento italiano se habían vuelto muy deseadas. Muchas fueron reliquias familiares de familias prominentes en Roma. Alejandro compró las colecciones Sassi y Bernardino Fabio, confiscó la colección Colonna y recibió la colección del cardenal Federico Cesi como donación. Se compraron otras obras en el mercado de antigüedades, incluidas las que aparecían como parte de las excavaciones y la construcción en toda la ciudad. Michelangelo había diseñado nichos internos para exhibir las estatuas en el enorme Palacio Farnesio (1546) en Roma.
La colección Farnesio fue ampliada por el sobrino del Papa, otro cardenal Alejandro, mediante la compra de las colecciones Del Búfalo y Cesarini. También incluyó la herencia dejada en 1587 por Margarita de Parma, la viuda primero de Alejandro de Médici y luego de Octavio Farnesio. También poseía una colección de famosas gemas grabadas, que anteriormente pertenecían a Lorenzo de Médici, incluida la Copa Farnesio, e importantes esculturas de mármol como las estatuas de Pérgamo.
El coleccionista y anticuario de confianza de Farnesio, Fulvio Orsini, ayudó a comprar otras obras y, al morir, dejó su colección de gemas, monedas y bustos a Eduardo Farnesio. Entre las obras se encontraban dos estatuas de Hércules, dos estatuas de "Flora" y los dos Gladiadores que fueron colocados debajo de los arcos del patio del Palacio; mientras que el Toro Farnesio fue colocado en un recinto especial en el segundo patio.

## Posición de la colección en el Palacio Farnesio
Las estatuas antiguas se organizaron según los temas dentro del Palacio Farnesio. En el Gran Salón, la Sala degli Imperatori, la Sala dei Filosofi y la Galleria dei Carracci estaban las valiosas estatuas de mármol. Los frescos del techo de Annibale Carracci que representaban Los amores de los dioses se pintaron no solo para celebrar una boda, sino también para ambientar las estatuas en los nichos de debajo de los frescos.

## Traslado a Nápoles
La familia de los Farnesio, que se habían convertido en Duques de Parma, declinó hasta la muerte de Antonio Farnesio de Parma, y así la colección pasó por Elisabetta Farnesio, esposa de Felipe V de España, a su hijo Carlos de Borbón, que se convirtió en rey de Nápoles y las Dos Sicilias en 1734. Éste a su vez, decidió trasladar las colecciones pictóricas de Parma a Nápoles. Su hijo Fernando IV de Nápoles llevó las colecciones escultóricas romanas a Nápoles. Esto ocurrió a partir de 1787, a pesar de la fuerte oposición del papado. Muchas de las esculturas de mármol fueron restauradas por Carlo Albacini (c. 1734-1813).
Las colecciones Farnesio aún se exhiben juntas, aunque organizadas por temas. Algunas obras han sido trasladados al Museo Arqueológico Nacional de Nápoles, el Museo de Capodimonte y otras se exhiben en el Palacio Real de Caserta, incluido el Hércules Farnesio. También hay obras en las colecciones del Museo cívico y Collegio Alberoni de Piacenza, la Galleria Nazionale de Parma y el Museo Británico. Este museo, en 1864, adquirió 10 obras en total, que actualmente se exhiben en galerías de todo el museo, incluyendo la Galería de la Ilustración y el Gran Patio.

## Elementos de la Colección Farnesio de estatuas

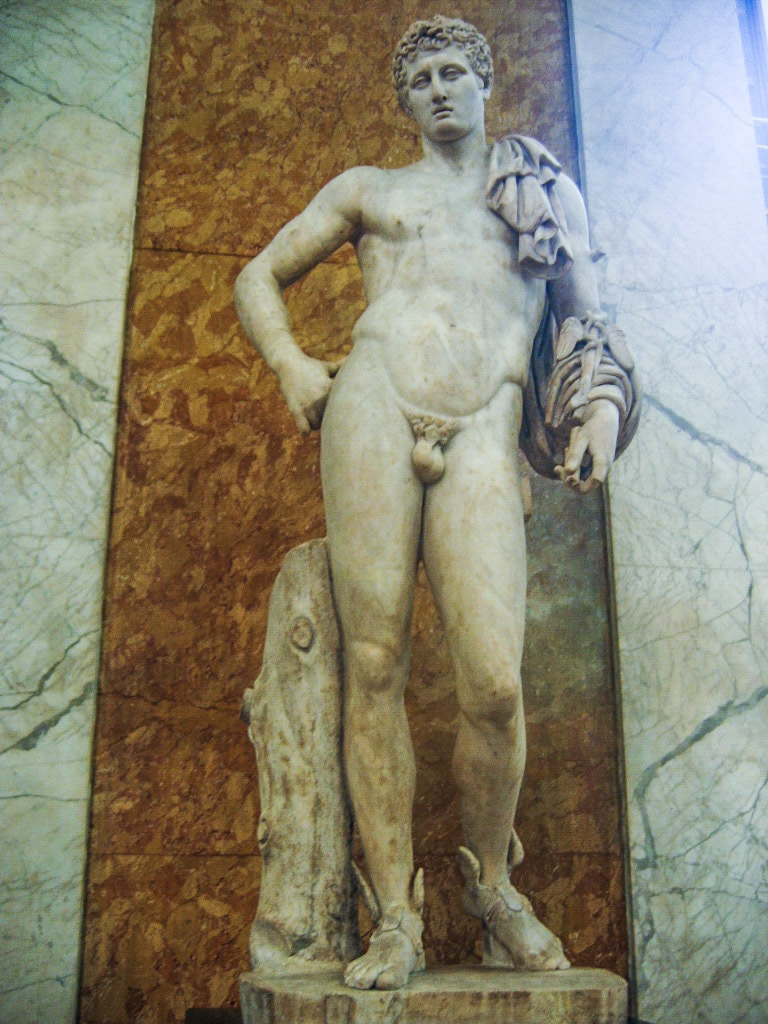
Hermes Farnesio en el Museo Británico

### Obras destacadas

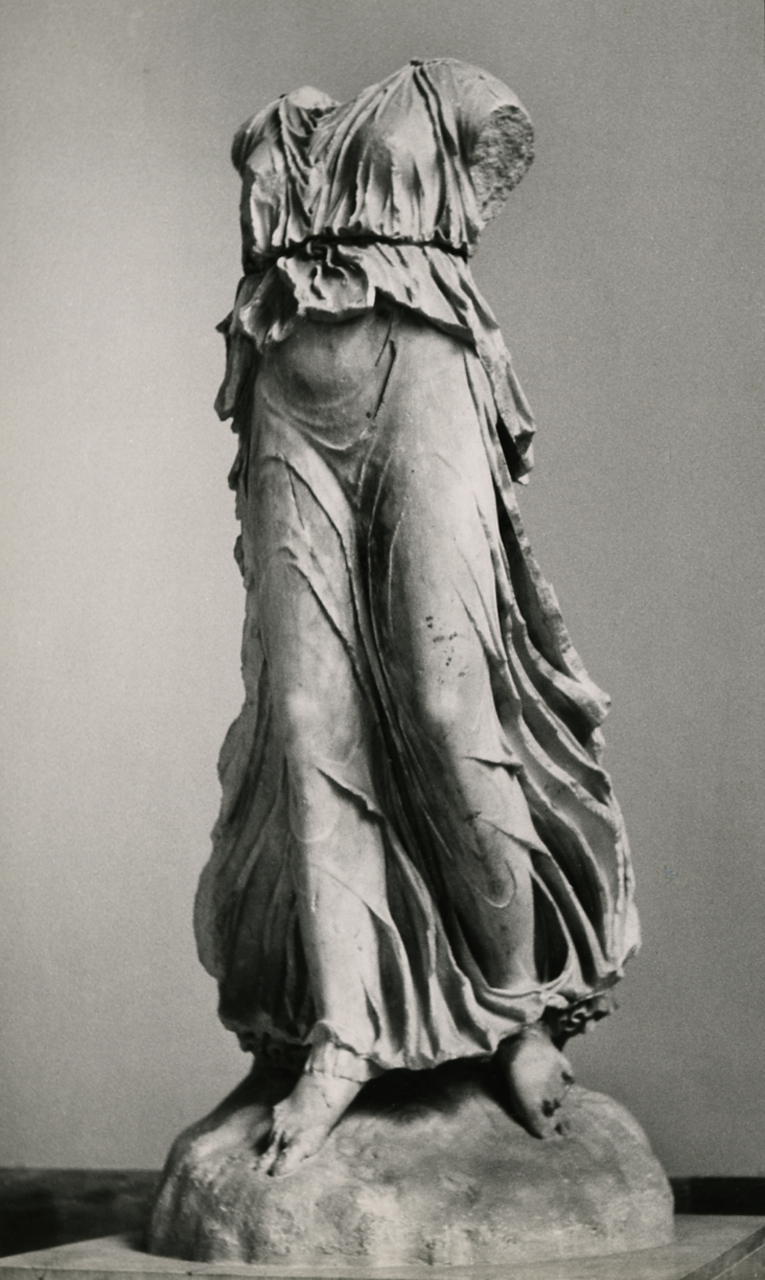
Nike, siglo II o III. Foto por Paolo Monti, 1969

La colección contiene muchas copias de originales griegos antiguos, y proporciona una visión amplia de la escultura romana clásica. Entre las obras de la colección destacan:
- La Taza Farnesio
- Toro Farnesio, Hércules Farnesio, Flora Farnesio, Atenea, y el Gladiador Farnesio procedentes de las Termas de Caracalla
- Venus Calipigia (Afrodita Calipigia)
- Pan y Dafne
- Atlas Farnesio
- Minerva Farnesio (de Velletri)
- Homero Farnesio
- Baco Farnesio
- Diadumeno Farnesio (Museo Británico)

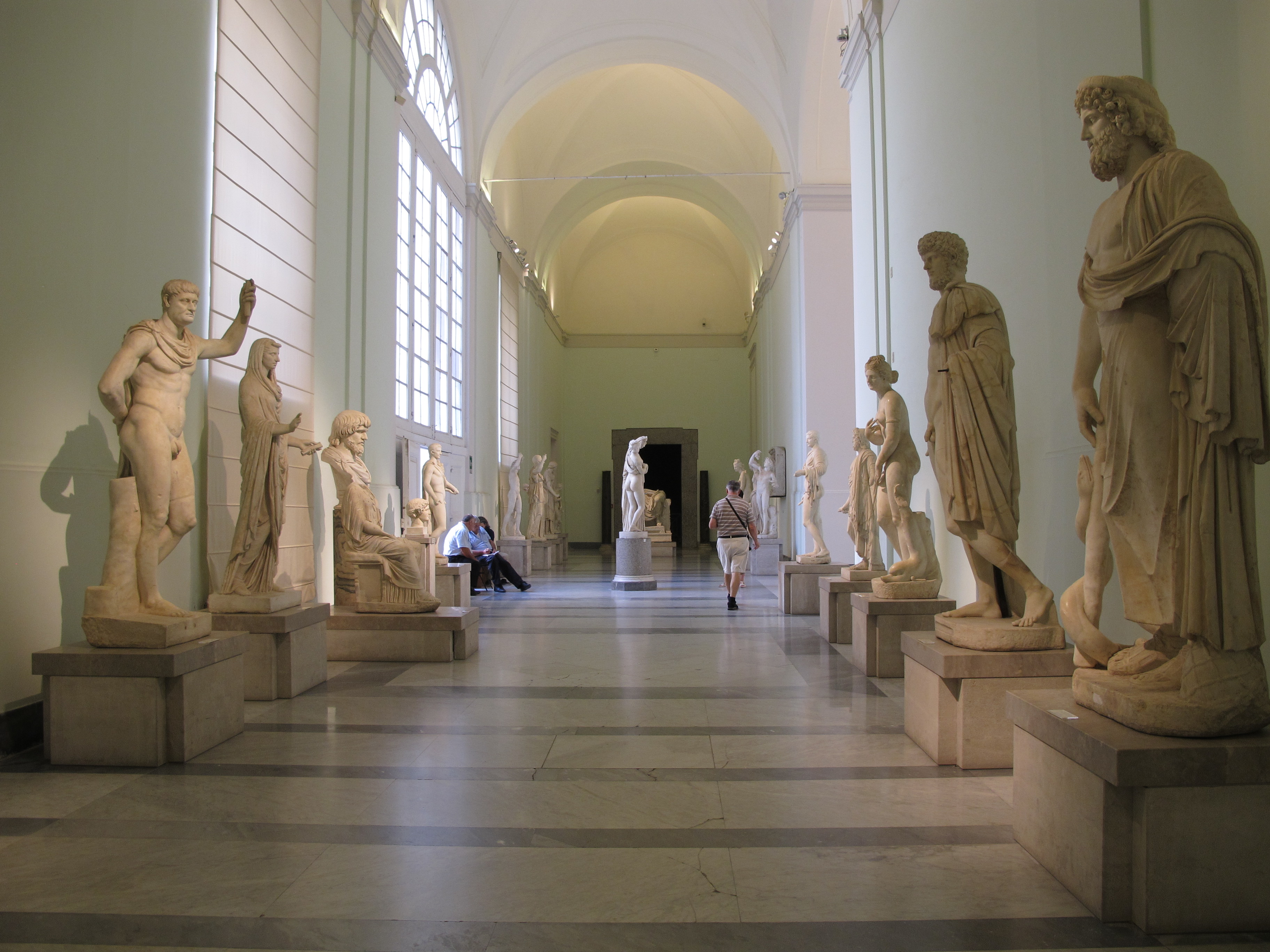
Museo Arqueológico Nacional de Nápoles

- Hermes Farnesio (Museo Británico)
- Cautivos Farnesio

### Obras en el Museo Arqueológico de Nápoles (parcial)
- Afrodite accovacciata ed Eros
- Afrodite appoggiata
- Afrodite
- Agrippina la giovane
- Amazzone caduta
- Amazzone morente a cavallo
- Antinoo-Bacco
- Antinoo Farnese
- Antonia (donna ercolanese)
- Apollo Citaredo
- Apollo seduto con la lira
- Artemide efesia
- Asclepio
- Athena
- Atlante Farnese
- Barbaro inginocchiato (×2)
- Barbaro prigioniero
- Cane accovacciato
- Cane che si gratta
- Caracalla Farnese (busto)
- Dioniso ed Eros
- Divinità fluviale (×2)
- Era Farnese (busto)
- Era tipo Efeso-Vienna
- Ercole Farnese
- Eroe ferito
- Eroe greco con fanciullo
- Eros e delfino
- Eros Farnese
- Flora Farnese
- Fortuna-Iside
- Galata ferito
- Ganimede con l'aquila
- Genius populi romani
- Gigante caduto
- Giovane Satiro
- Gruppo dei Tirannicidi
- Gruppo sulla cottura di un cinghiale
- Guerriero a cavallo
- Guerriero caduto
- Guerriero ferito
- Leone (×2)
- Leopardo Farnese
- Minerva
- Musa (cosiddetta Urania)
- Pan e Dafni
- Pothos
- Pseudo-Seneca
- Satiro con piccolo Bacco
- Tazza Farnese
- Toro Farnese
- Venere Callipigia